# 久保田勝 (国土交通技官)
久保田 勝（くぼた まさる、1953年 〈昭和28年〉12月22日 - ）は、日本の国土交通技官。東北地方整備局長、水資源機構理事を歴任。瑞宝中綬章受章。

## 経歴
大阪府出身。1978年3月 京都大学大学院卒業、同年4月大臣官房採用（和歌山県土木部河川課技師）、1980年4月 関東地方建設局 (現・関東地方整備局) 荒川上流開発工務課係長、1984年7月 九州地方建設局 (現・九州地方整備局) 宮崎工事調査第一課長、1987年6月 同局企画部企画課長、1989年1月 同省河川局治水課長補佐、1991年 (平成 3年) 4月 九州地建遠賀川工事事務所長、1993年10月 関東地建京浜工事事務所長、1995年7月 水資源開発公団 (現・水資源機構) 企画部計画課長、1998年4月 同省河川局河川環境課都市河川室長、2000年4月 北陸地方整備局富山工事事務所長。常願寺川、神通川、庄川、小矢部川の改修工事などを担当。2003年4月 粕谷晋一の後任として九州地方整備局建政部長、2005年8月 同職を古賀省三と交代し坪香伸の後任として同省河川局河川環境課長、2007年10月 同職を中嶋章雅と交代し坪香の後任として東北地方整備局長、2008年10月 同職を岡田光彦と交代し退職。
同年11月 独立行政法人水資源機構理事、東北電力勤務。

## 栄典
- 2024年春の叙勲で国土交通行政事務功労により瑞宝中綬章を受章[7]